# 感染管理介護福祉士
感染管理介護福祉士（かんせんかんりかいごふくしし、英語: Infection Control Care Worker、略称: ICCW）とは、感染管理（感染制御）の専門能力を有する介護福祉士のことである。
現在、本資格に関する認定制度は運用されていないが、近い将来に本制度運用が実施されるかもしれない。

## 概要
- 介護現場における感染管理は、要介護者からの感染防止やその逆の要介護者を種々の感染症から守ることが重要なポイントとなる。介護現場におけるその役目を第一人者として役割をもつのが感染管理介護福祉士（感染制御介護福祉士）とされている。介護現場における高度な感染管理能力を有する感染制御専門資格の存在は、介護施設の院内感染対策の一手段としてや仮に要介護者が感染症に罹患した際の初期対応を迅速に行える感染管理介護福祉士は重要な専門職として活躍できる可能性を秘めている。[要出典]
- また、院内感染対策チームにおいてまだまだ参加することが少ない介護福祉士にとって、感染制御分野における介護福祉士の寄与がさらなる感染制御の増進と向上に果たす役割は大きいと考えられる[1]。

### 感染管理専門資格
- 感染症専門医
- インフェクションコントロールドクター（ICD）
- 感染管理看護師（感染症対策看護師）（ICN）
- 感染制御専門薬剤師（ICPH）
- 感染管理歯科衛生士（感染制御歯科衛生士）（ICDH）
- 感染制御認定臨床微生物検査技師（ICMT）
- 滅菌技士（第一種・第二種）
- 医療環境管理士

### 感染管理組織
- 院内感染対策チーム（感染制御チーム・感染対策チーム）（ICT）
- 院内感染対策委員会（感染制御委員会・感染対策委員会）（ICC）